# 瓦爾拉夫-里夏茨博物館

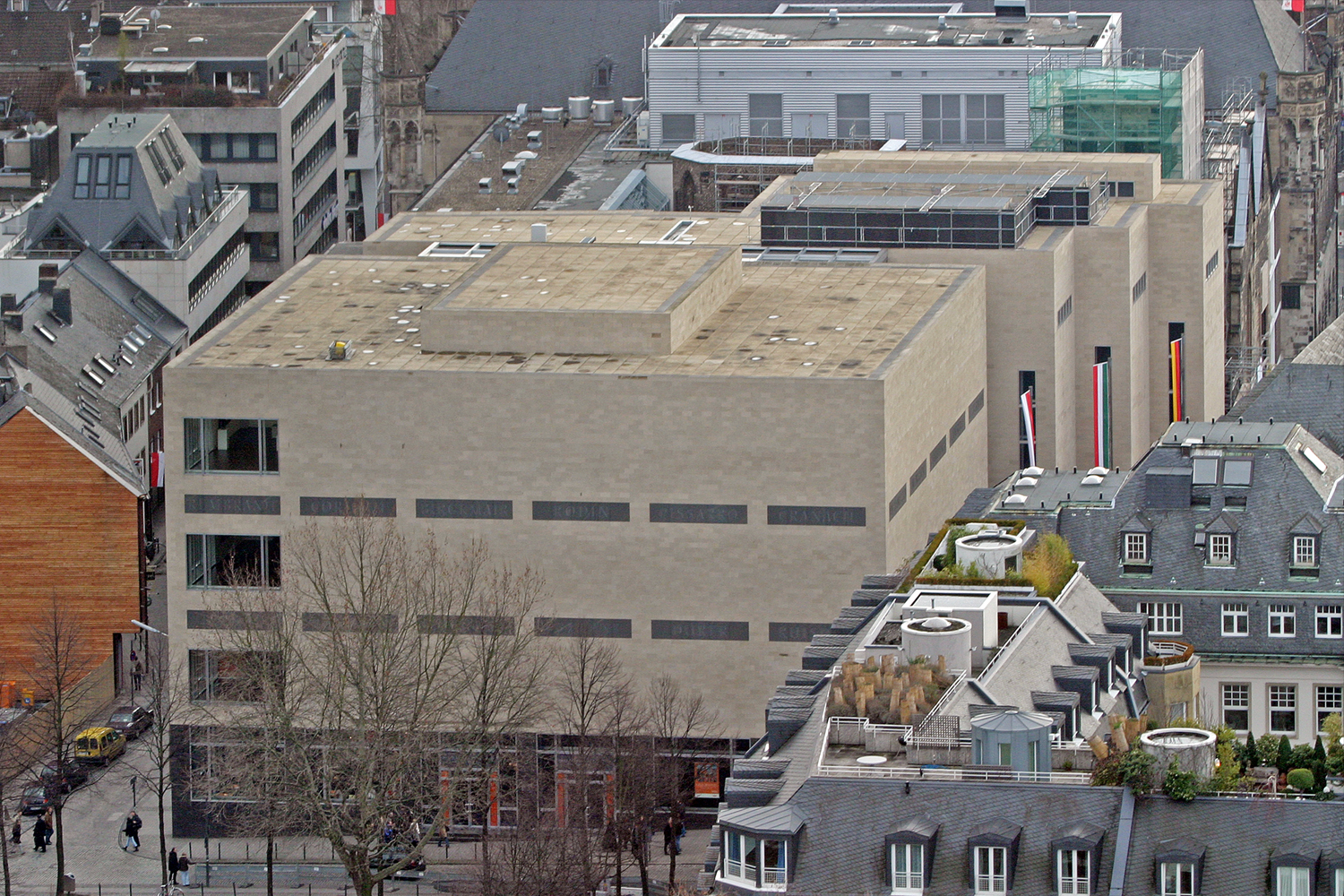

瓦爾拉夫-里夏茨博物館是德國科隆三個主要的博物館之一，是一個以藝術陳列和收集為主的博物館，開始收藏作品的時間為1824年。1976年時部分收藏品作為路德維希博物館(Museum Ludwig)建館所用。